# 博魯拉赫河
博魯拉赫河是俄羅斯的河流，由薩哈共和國負責管轄，河道全長316公里，流域面積約9,470平方公里，河水主要來自融雪，最終注入阿德恰河。